# Afrotrioza bersama
Afrotrioza bersama är en insektsart som beskrevs av Jennifer L. Hollis 1984. Afrotrioza bersama ingår i släktet Afrotrioza och familjen spetsbladloppor.
Artens utbredningsområde är Tanzania. Inga underarter finns listade i Catalogue of Life.